# Nygrönnrevet
Nygrönnrevet is een Zweeds eiland behorend tot de Lule-archipel. Het eiland ligt 1200 meter ten zuidwesten van Småskär in de Botnische Golf. Het heeft geen vaste oeververbinding en is onbebouwd.